# Футбольная ассоциация Центральной Азии
Футбольная ассоциация Центральной Азии (ФАЦА) (англ. Central Asian Football Association - CAFA) — подразделение и ассоциация в Азиатской футбольной конфедерации (АФК), контролирующее футбол в странах Центральной Азии. Основано 10 июня 2014 года, официально начало функционировать с 9 января 2015 года. Объединяет федерации футбола Афганистана, Ирана, Кыргызстана, Таджикистана, Туркменистана и Узбекистана. До середины 2015 года организация носила название Федерация футбола Центральной Азии (англ. Central Asian Football Federation).

## История
В июне 2014 года, Федерация футбола Центральной Азии была официально утверждена Азиатской футбольной конфедерацией. В будущем было обещано, что ФФЦА будет предоставлена возможность иметь представителя в исполнительном комитете АФК. Новая федерация была создана по инициативе Федерации футбола Ирана, входившей в состав Федерации футбола Западной Азии вместе с арабскими странами Ближнего Востока, с которыми иранская федерация футбола имела различные разногласия. По этой причине в АФК было решено о создании новой субфедерации. Этот шаг был политическим решением президента АФК Салмана бин Ибрагима Аль-Халифа. Во вновь созданную субфедерацию вошли также страны Центральной Азии Кыргызстан, Таджикистан, Туркменистан и Узбекистан, состоявшие прежде в Федерации футбола Центральной и Южной Азии, которая была упразднена. Остальные участники упразднённой федерации — Бангладеш, Бутан, Индия, Мальдивы, Непал, Пакистан и Шри-Ланка — сформировали Федерацию футбола Южной Азии, ставшую её правопреемницей.
В 2015 году президентом Футбольной ассоциации Центральной Азии был избран действующий президент Федерации футбола Узбекистана и Национального олимпийского комитета Узбекистана — Мираброр Усманов. Тогда же было решено, что главный офис и штаб-квартира ФАЦА будут располагаться в столице Узбекистана Ташкенте. В январе 2015 года Федерация футбола Центральной Азии официально сменила своё название на Футбольную ассоциацию Центральной Азии. В апреле 2019 года штаб-квартира организации была перенесена в Душанбе — в столицу Таджикистана.

## Страны-участницы
| Ассоциации   | Год присоединения | Сборная      |
| ------------ | ----------------- | ------------ |
| Афганистан   | 2015              | Афганистан   |
| Иран         | 2015              | Иран         |
| Кыргызстан   | 2015              | Кыргызстан   |
| Таджикистан  | 2015              | Таджикистан  |
| Туркменистан | 2015              | Туркменистан |
| Узбекистан   | 2015              | Узбекистан   |

## Президенты ФАЦА
| Период     | Президент          |
| ---------- | ------------------ |
| 2014—2017  | Мираброр Усманов   |
| 2017—2018  | Хуршед Мирзо (и.о) |
| 2018—2019  | Умид Ахмаджанов    |
| 2019—н. в. | Рустам Эмомали     |

## Представители на чемпионате мира
До настоящего времени из региона Центральной Азии на чемпионат мира по футболу пробилась только сборная Ирана, которая участвовала в данном турнире шесть раз: в 1978, 1998, 2006, 2014, 2018 и 2022 годах, причём только в 2018 и 2022 годах — как представитель ФАЦА. Во всех этих участиях сборная Ирана не смогла выйти из группового этапа.

### Участие в финальных турнирах
- 2018 —  Иран
- 2022 —  Иран

Всего участий:
- Иран — 2

## Представители на Кубках Азии
На Кубках Азии по футболу из региона Центральной Азии участвовали четыре сборные: Иран, Туркменистан, Кыргызстан и Узбекистан. Больше всех на этом турнире участвовала сборная Ирана, которая является постоянным участником с турнира 1968 года; всего 13 участий. Лучшим достижением сборной Ирана на Кубках Азии является чемпионство в турнирах 1968, 1972 и 1976 годов. На втором месте сборная Узбекистана, которая регулярно участвует на Кубке Азии с турнира 1996 года; всего 6 участий. Лучшим достижением сборной Узбекистана на Кубке Азии является четвёртое место в турнире 2011 года. Сборная Туркменистана участвовала на Кубке Азии один раз, в турнире 2004 года, где не мог выйти из группы.
| Год  | Участники от Центральной Азии | Результат          |
| ---- | ----------------------------- | ------------------ |
| 2015 | Иран, Узбекистан              | 1/4 финала         |
| 2019 | Иран                          | 1/2 финала         |
| 2019 | Кыргызстан                    | 1/8 финала         |
| 2019 | Туркменистан                  | Не вышел из группы |
| 2019 | Узбекистан                    | 1/8 финала         |

## Турниры
| Соревнование                                                | Год  | Чемпионы    | Титулов | Второе место | Следующее соревнование |
| ----------------------------------------------------------- | ---- | ----------- | ------- | ------------ | ---------------------- |
| Кубок ФАЦА по футболу                                       | 2018 | Узбекистан  | 1       | Иран         | TBD                    |
| Чемпионат ФАЦА по футболу                                   | 2023 | —           | —       | —            | TBD                    |
| Кубок ФАЦА среди команд до 23-х лет                         | 2019 | Узбекистан  | 1       | Иран         |                        |
| Кубок ФАЦА среди команд до 20-х лет                         | 2021 | Узбекистан  | 1       | Иран         |                        |
| Кубок ФАЦА среди команд до 19-х лет                         | 2019 | Узбекистан  | 1       | Иран         |                        |
| Кубок ФАЦА среди команд до 16-х лет                         | 2019 | Таджикистан | 1       | Узбекистан   | 2022                   |
| Кубок ФАЦА среди команд до 15-х лет                         | 2021 | Иран        | 2       | Таджикистан  |                        |
| Женский кубок ФАЦА                                          | 2018 | Узбекистан  | 1       | Иран         | 2022                   |
| Женский кубок ФАЦА среди команд до 23-х лет                 | 2018 | Узбекистан  | 1       | Иран         |                        |
| Женский кубок ФАЦА среди команд до 20-х лет                 | 2021 | Узбекистан  | 1       | Иран         |                        |
| Женский кубок ФАЦА среди команд до 19-х лет                 | 2016 | Узбекистан  | 1       | Иран         |                        |
| Женский кубок ФАЦА среди команд до 17-х лет                 | 2021 | Узбекистан  | 1       | Иран         |                        |
| Женский кубок ФАЦА среди команд до 15-х лет                 | 2019 | Иран        | 1       | Киргизия     | 2022                   |
| Женский кубок ФАЦА по мини-футболу                          | 2022 | Иран        | 1       | Узбекистан   |                        |
| Женский кубок ФАЦА по мини-футболу среди команд до 19-х лет | 2020 | Иран        | 1       | Узбекистан   |                        |